# Francisco Javier Hernández Arnedo
Dom Frei Francisco Javier Hernandez Arnedo, O.A.R. (Cascante, Navarra, 13 de janeiro de 1941) é bispo católico espanhol, agostiniano recoleto . É bispo emérito da Diocese de Tianguá.

## Estudos
Realizou seus primeiros anos de estudos em seu país de origem, Espanha, na Escola Pública em Cascante. Fez estudos secundários no Seminário Menor em Lodosa. Estudou Filosofia no Seminário Menor da Ordem dos Agostinianos Recoletos em Fuenterrabia (Guipúscoa). Cursou Teologia no Teologado da ordem em Marcilla.
Ingressou no noviciado, em Monteagudo-Navarra.
Cursou licenciatura em Teologia Dogmática na Pontifícia Universidade São Tomás de Aquino (Angelicum) em Roma, e Teologia Moral no Alphonsianum, também em Roma.

## Presbiterado
Dom Francisco Javier Hernandez Arnedo foi ordenado padre no dia 18 de julho de 1965, em Marcilla, pelo bispo agostiniano-recoleto Dom Frei Arturo Quintanilla.
Posteriormente, foi professor de Teologia Moral e Teologia Dogmática, no período de 1968 a 1973, em Marcilla, Espanha. Professor de Filosofia no período de 1974 a 1985, em Franca. Foi pároco na Igreja Nossa Senhora Aparecida de Franca no período de 1979 a 1985 e pároco na Igreja de Santa Rita, em Manaus, entre 1986 a 1991. De 1987 a 1989, foi Coordenador da Pastoral arquidiocesana e Vigário Episcopal da Região Leste de Manaus. No seminário arquidiocesano, lecionou disciplinas de Filosofia e Espanhol.

## Episcopado
Dom Francisco Javier Hernandez Arnedo foi nomeado bispo de Tianguá pelo Papa João Paulo II, em 6 de março de 1991, e recebeu a ordenação episcopal pelo cardeal Dom Aloísio Lorscheider, dia 19 de maio do mesmo ano, em Manaus, com o lema Bonus eris minister.
Foi o coordenador-geral da tradução oficial da Bíblia da CNBB como responsável pela dimensão bíblico-catequética da CNBB.

### Atividades durante o episcopado
- Assessor das Pastorais da Juventude do Regional Nordeste I, da CNBB
- Assessor do Setor Leigos do Regional Nordeste I, da CNBB
- Vice-Presidente do Regional Nordeste I, da CNBB
- Membro do Conselho Diretor Nacional do Movimento de Educação de Base(MEB)
- Membro da Comissão Episcopal Pastoral da CNBB.